# Al-Wasl Sports Club
L'Al-Wasl Sports Club (ar: نادي الوصل) è una società sportiva degli Emirati Arabi Uniti con sede nella città di Dubai, famosa soprattutto per la sua sezione calcistica.

## Storia
Il sodalizio fu costituito nel 1960 con il nome di Al-Zamalek Club, quando un gruppo di giovani si riunì presso la casa di Bakhit Salem Al Falasi, nel quartiere di Za'abeel, per fondare un club dove praticare sport. I ragazzi decisero, in seguito, di affittare un piccolo appartamento visto il grande aumento dei soci del club, ai quali fu chiesto un contributo di 10 dirham a testa per sostenere la società.
Nel 1962 l'Al Zamalek si trasferì nella residenza di proprietà di Medea Bint Sultan per iniziativa degli sceicchi Ahmed Bin Rashid Al Maktoum e Butti Bin Maktoum Al Maktoum. Uno dei membri della squadra chiese allo sceicco Ahmed Bin Rashid Al Maktoum di diventare il presidente del club; lo sceicco fu lieto di accogliere l'idea e giocò lui stesso con la squadra in un paio di partite.
La prima formazione dell'Al-Zamalek era la seguente: Bakhit Salem, Mohammed Abdelkarim, Ibrahim Mubarak, Abdelkarim Mubarak, Aziz Hassan, Ghanem Fares, Khamis Salem, Saif Fares, Saeed Salem, Abdullah Saif, Salem Ahmed e Sheikh Butti Bin Maktoum Al Maktum.
Già nel 1966 il club colse i primi successi: dopo aver sconfitto l'Al-Shabaab i ghepardi si aggiudicano la Canada Dry Company Cup, primo trofeo nella storia della società.
Nel 1972 lo sceicco Rashid Bin Saeed Al Maktoum, vicepresidente degli Emirati Arabi Uniti e sovrano di Dubai, decise di contribuire allo sviluppo del club finanziando la costruzione della prima sede della squadra, situata nel quartiere di Za'abeel.
Nel 1974 i club Al-Shula e Al-Orouba si fusero con l'Al-Zamalek, dando vita all'Al-Wasl Sports Club, in riferimento al vecchio nome di Dubai.
Gli anni ottanta e novanta possono essere considerati l'epoca d'oro nella storia del club, per i risultati e i trofei conseguiti in campo nazionale ed internazionale.
Nella stagione 1981-1982 il club vinse per la prima volta il titolo nazionale, concludendo il campionato emiratino al primo posto in classifica davanti ai rivali dell'Al-Ain; il titolo nazionale fu vinto anche nell'annata 1982-1983, che vide i ghepardi laurearsi nuovamente campioni degli Emirati Arabi Uniti, mentre nella stagione 1983-1984 l'Al-Wasl dovette arrendersi ai rivali dell'Al-Ain per soli due punti, avendo concluso al secondo posto della classifica. L'Al-Wasl tornò campione degli Emirati Arabi Uniti nella stagione successiva, nel 1984-1985, per poi aggiudicarsi altri due titoli nazionali negli anni a venire, nel 1987-1988 e 1991-1992. In aggiunta a questi titoli, nella stagione 1986-1987 l'Al-Wasl si aggiudicò per la prima volta la Coppa del Presidente degli Emirati Arabi Uniti.

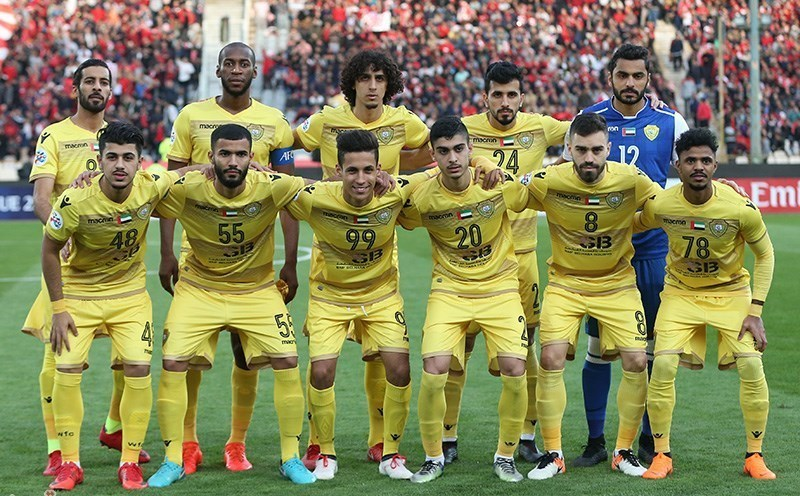
La formazione dell'Al Wasl, per l'incontro di AFC Champione league contro il Persepolis nel 2018

Dopo aver vinto cinque titoli nazionali in dieci stagioni, dalla 1981-1982 al 1991-1992, l'Al-Wasl riuscì solo in altre due occasioni a laurearsi campione degli Emirati Arabi Uniti. Il sesto titolo nazionale arrivò nella stagione 1996-1997, quando il club, allenato dal brasiliano Arthur Bernardes, dopo aver concluso il campionato regolare al sesto posto, l'ultimo utile per la qualificazione alla fase dei play-off, riuscì nell'impresa di ribaltare i pronostici e concluse al primo posto la fase finale.
Il settimo titolo nazionale per l'Al-Wasl arrivò dopo altri dieci anni dall'ultimo trionfo, nella stagione 2006-2007; la squadra, guidata nuovamente da un allenatore brasiliano, Zé Maria, e sospinta dai gol, 19 solo in campionato, di un altro brasiliano, l'attaccante Anderson Barbosa, concluse in testa alla classifica la Lega professionistica emiratina. La stagione 2006-2007 fu impreziosita dal double nazionale campionato-Coppa del Presidente, grazie alla vittoria in finale per 4-1 contro gli storici rivali dell'Al-Ain
L'Al-Wasl  può vantare anche una storia con molte partecipazioni alle competizioni internazionali organizzate dall'AFC e dalla UAFA. Il club aveva partecipato in varie occasioni alla Coppa dei Campioni del Golfo nel corso degli anni ottanta, senza però aver mai ottenuto la qualificazione al campionato asiatico per club. Solo dopo la vittoria del campionato 1991-1992 e il cambiamento dei criteri di qualificazione, l'Al-Wasl riuscì a partecipare per la prima volta alla massima competizione asiatica per l'edizione 1992-1993; i ghepardi riuscirono a superare la prima fase a gironi ottenendo la qualificazione per la final four, dove in semifinale furono sconfitti ai tiri di rigore dai sauditi dell'Al-Shabab; il club emiratino, nonostante la sconfitta, riuscì ad aggiudicarsi il terzo posto nella competizione, alla prima partecipazione, grazie alla vittoria per 4-3 contro i giapponesi del Verdy Kawasaki nella finale per il terzo posto.

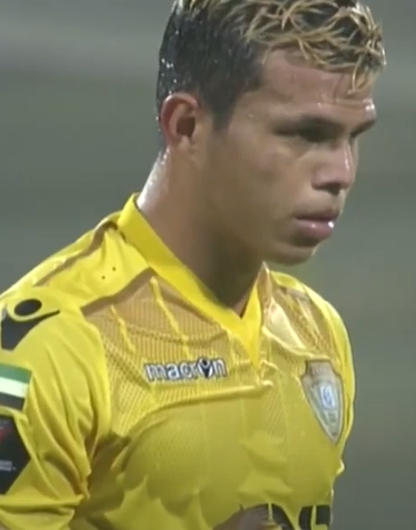
Fabio Lima, attuale capitano e leggenda della squadra

L'unico successo in campo internazionale per il club di Dubai arrivò grazie alla vittoria della Coppa dei Campioni del Golfo 2009 dopo aver sconfitto in finale i qatarioti dell'Qatar SC. Nella stessa competizione il club conta anche una sconfitta in finale, arrivata nell'edizione del 2012, e un secondo posto nell'edizione del 2005, svolta con una fase a girone.
Nel maggio del 2009 l'IFFHS (Federazione internazionale di storia e statistica del calcio) nominò l'Al-Wasl migliore club calcistico del secolo (1901-2000) degli Emirati Arabi Uniti in virtù dei risultati ottenuti dalla squadra in ambito nazionale e internazionale.
Dopo la vittoria nella Coppa dei Campioni del Golfo 2009 l'Al-Wasl non riuscì più ad imporsi ai vertici del campionato emiratino per quindici anni, non riuscendo a vincere un singolo trofeo. I ghepardi collezionarono solo due buone stagioni, nel 2016-2017 e nel 2017-2018, con la squadra che concluse al secondo ed al terzo posto il campionato; sempre nella stagione 2017-2018 i ghepardi raggiunsero anche la finale della Coppa del Presidente e della Coppa di Lega, ma in entrambi i casi uscirono sconfitti dal campo.
Nella stagione 2023-2024, sotto la guida dell'allenatore serbo Miloš Milojević, l'Al-Wasl dominò per l'intera annata il campionato emiratino, subendo una sola sconfitta, e grazie ai gol di Fábio Lima e Haris Seferović vinse nuovamente il titolo dopo sedici anni; nella stessa stagione i ghepardi replicarono il double nazionale centrato nell'annata 2006-2007, grazie alla vittoria della Coppa del Presidente, ottenuta battendo per 4-0 l'Al-Nasr in finale.
L'8 marzo 2025, l'ex difensore centrale del Barcellona, Éric Abidal, è stato nominato come nuovo direttore sportivo della squadra, con l'obbiettivo di continuare a migliore la squadra grazie alla sua esperienza.

## Tifoseria

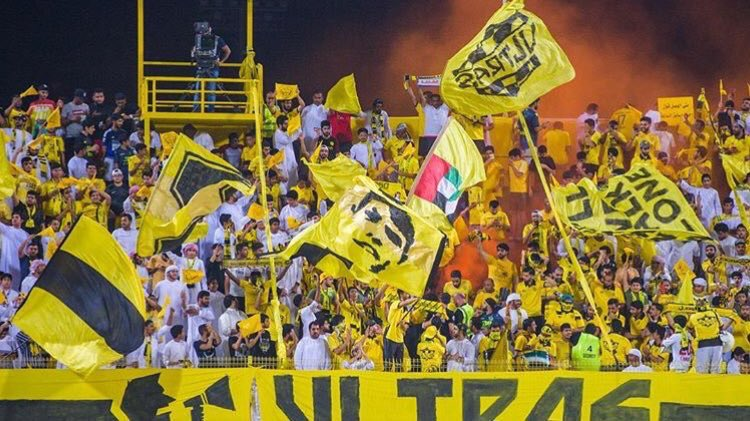
La tifoseria dell'Al-Wasl all'interno del Zabeel Stadium

L'Al-Wasl è noto per i suoi fan devoti e fedeli. La sua tifoseria e considerata una delle migliori e più attive, non solo negli Emirati Arabi Uniti ma anche nell'intero Golfo Persico .Nonostante il club non vinca un trofeo nazionale dalla stagione 2006-2007, le tribune dell'Al-Wasl sono sempre per lo più piene, sia che la sua squadra giochi in casa o in trasferta. La maggior parte della popolazione locale di Dubai sostiene di essere un tifoso dell'Al-Wasl, con le tifoseria di Shabab Al-Ahli e l' Al-Nasr che seguono a ruota.
La tifoseria dell'Al-Wasl si pregia del titolo di essere stata la prima a fondare un gruppo ultras nel Golfo Persico, gli Ultras Junoon. Junoon può essere tradotto dall'Arabo con il termine "pazzia", a descrizione della passione che si vive nella curva dell'Al-Wasl. Il gruppo è considerato il principale gruppo di tifosi organizzati degli Emirati Arabi Uniti, e più in generale vengono riconosciuti come uno dei gruppi più attivi e creativi dell'panorama calcistico del Medio Oriente. La tifoseria è anche conosciuta per le sue coreografie realizzate prendendo inspirazione anche da famose serie televisive come Death Note e Peaky Blinders.
Sono due le principali rivalità particolarmente sentite da parte della tifoseria dell'Al-Wasl. La prima è quella con Al-Nasr, altro club di Dubai, con il quale il club si scontra nel Bur Dubai Derby. La seconda rivalità e quella con la tifoseria dell'Al-Ain, la rivalità fa riferimento all'importanza storica dei due club nel panorama calcistico degli Emirati Arabi Uniti, e vede i due club affrontarsi nel cosiddetto UAE Classico

## Strutture

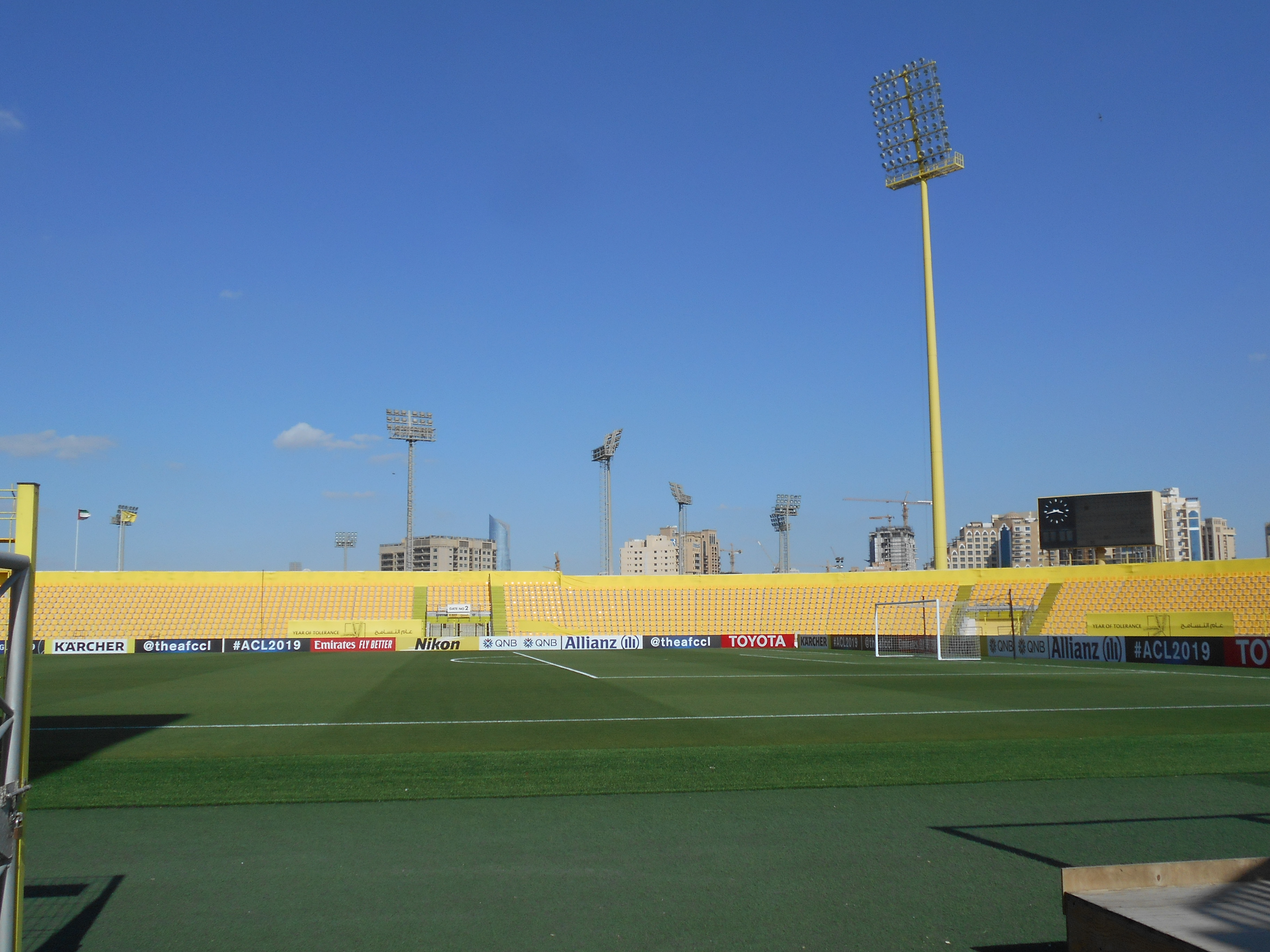
L'interno del Zabeel Stadium

Lo Zabeel Stadium, è lo stadio di casa dell’Al-Wasl Football Club, è un impianto sportivo situato a Dubai, negli Emirati Arabi Uniti. Situato nel quartiere di Zabeel, da cui prende il nome, lo stadio ha una capienza di circa 8.500 spettatori e ospita regolarmente le partite della squadra in campionati e competizioni nazionali e internazionali. Inaugurato negli anni '70, lo Zabeel Stadium è stato più volte ristrutturato per mantenere standard moderni e migliorare l’esperienza degli spettatori. L’impianto è dotato di un campo in erba naturale e di strutture che rispettano i requisiti delle competizioni ufficiali della AFC. Tra il 2013 ed il 2014, venne annunciato un progetto da parte della società di ristrutturare totalmente lo stadio e di aumentarne la capacità a 25.000 spettatori, ma il progetto non è mai stato attuato. La società possiede anche un centro di allenamento per la prima squadra che funge anche da sede per il settore giovanile della squadra di calcio.
Lo società possiede anche varie altre strutture in cui si allenano e competono le altre sezioni della polisportiva:
- Hakim Stadium: struttura sportiva polivalente in cui si allenano che competono nelle varie discipline della sezione di atletica leggera; inoltre in alcuni casi ospita degli eventi per la comunità organizzati dalla società[12].
- Al Wasl Indoor Stadium: un impianto sportivo coperto situato a Dubai, all'interno del complesso sportivo dell'Al Wasl Club, che può ospitare fino a 2.000 spettatori. Questa struttura polifunzionale ospita le partite di varie sezioni della polisportiva, tra cui partite di pallavolo, basket, futsal e di altri sport indoor, oltre a ospitare competizioni locali e internazionali[13][14].
- Al Wasl Swimming Pool: una piscina coperta situata all'interno del complesso sportivo dell'Al Wasl Club; l'impianto è utilizzato per gli allenamenti e le partite della sezione di nuoto e pallanuoto[15][16].

## Palmarès

### Competizioni nazionali
- Campionato emiratino: 8

1981-1982, 1982-1983, 1984-1985, 1987-1988, 1991-1992, 1996-1997, 2006-2007, 2023-2024
- Coppa del Presidente: 3

1986-1987, 2006-2007, 2023-2024
- Coppa dell'Associazione calcistica: 1

1992-1993

### Competizioni internazionali
- Coppa dei Campioni del Golfo: 1

2009-2010

### Altre competizioni internazionali
- Qatar-UAE Super Shield: 1

2024-2025 

## Statistiche e record

### Partecipazione ai campionati
| Livello | Categoria      | Partecipazioni | Debutto   | Ultima stagione |
| ------- | -------------- | -------------- | --------- | --------------- |
| 1°      | UAE Pro League | 50             | 1973-1974 | 2024-2025       |

### Risultati nelle competizioni internazionali
| AFC Champions League Elite   | 1 |           |      |       |       |       |      |      |      |  |  |  |  |  |  |  |  |  |  |  |  |  |  |  |
| AFC Champions League Elite   | 1 | Stagione  | 2025 |       |       |       |      |      |      |  |  |  |  |  |  |  |  |  |  |  |  |  |  |  |
| AFC Champions League Elite   | 1 | Progressi | OF   |       |       |       |      |      |      |  |  |  |  |  |  |  |  |  |  |  |  |  |  |  |
| AFC Champions League         | 3 |           |      |       |       |       |      |      |      |  |  |  |  |  |  |  |  |  |  |  |  |  |  |  |
| AFC Champions League         | 3 | Stagione  | 2008 | 2018  | 2019  |       |      |      |      |  |  |  |  |  |  |  |  |  |  |  |  |  |  |  |
| AFC Champions League         | 3 | Progressi | FG   | FG    | FG    |       |      |      |      |  |  |  |  |  |  |  |  |  |  |  |  |  |  |  |
| Campionato d'Asia per club   | 4 |           |      |       |       |       |      |      |      |  |  |  |  |  |  |  |  |  |  |  |  |  |  |  |
| Campionato d'Asia per club   | 4 | Stagione  | 1987 | 88-90 | 92-93 | 94-95 |      |      |      |  |  |  |  |  |  |  |  |  |  |  |  |  |  |  |
| Campionato d'Asia per club   | 4 | Progressi | FG   | FG    | 3°    | QF    |      |      |      |  |  |  |  |  |  |  |  |  |  |  |  |  |  |  |
| AFC Champions League Two     | 1 |           |      |       |       |       |      |      |      |  |  |  |  |  |  |  |  |  |  |  |  |  |  |  |
| AFC Champions League Two     | 1 | Stagione  | 2026 |       |       |       |      |      |      |  |  |  |  |  |  |  |  |  |  |  |  |  |  |  |
| AFC Champions League Two     | 1 | Progressi | Qua. |       |       |       |      |      |      |  |  |  |  |  |  |  |  |  |  |  |  |  |  |  |
| Arab Club Champions Cup      | 4 |           |      |       |       |       |      |      |      |  |  |  |  |  |  |  |  |  |  |  |  |  |  |  |
| Arab Club Champions Cup      | 4 | Stagione  | 1998 | 18-19 | 19-20 |       |      |      |      |  |  |  |  |  |  |  |  |  |  |  |  |  |  |  |
| Arab Club Champions Cup      | 4 | Progressi | SF   | QF    | OF    |       |      |      |      |  |  |  |  |  |  |  |  |  |  |  |  |  |  |  |
| Coppa delle Coppe araba      | 1 |           |      |       |       |       |      |      |      |  |  |  |  |  |  |  |  |  |  |  |  |  |  |  |
| Coppa delle Coppe araba      | 1 | Stagione  | 1998 | 2000  |       |       |      |      |      |  |  |  |  |  |  |  |  |  |  |  |  |  |  |  |
| Coppa delle Coppe araba      | 1 | Progressi | FG   | Rit.  |       |       |      |      |      |  |  |  |  |  |  |  |  |  |  |  |  |  |  |  |
| Coppa dei Campioni del Golfo | 7 |           |      |       |       |       |      |      |      |  |  |  |  |  |  |  |  |  |  |  |  |  |  |  |
| Coppa dei Campioni del Golfo | 7 | Edizione  | 1982 | 1986  | 1989  | 1998  | 2005 | 2009 | 2012 |  |  |  |  |  |  |  |  |  |  |  |  |  |  |  |
| Coppa dei Campioni del Golfo | 7 | Progressi | Rit. | ??    | 4°    | 4°    | 2°   | C    | F    |  |  |  |  |  |  |  |  |  |  |  |  |  |  |  |

- Qua. : Qualificata, Rit. : Ritirata, Pre. : Preliminari, R1 : Primo turno, R2: Secondo turno, FG : Fase a gironi, OF : Ottavi di finale, QF : Quarti di finale, SF : Semifinali, F : Finalista, C : Campioni

## Altre sezioni sportive
L'Al-Wasl Sports Club è una società polisportiva che oltre ad essere impegnata nel mondo del calcio, dispone di varie sezioni attive in differenti discipline sportive, sia di squadra che individuali.
Le sezioni sportive dell'Al-Wasl gareggiano nei campionati nazionali emiratini di basket, pallavolo e pallamano, inoltre il club dispone di un'accademia sia di ping pong che di nuoto, oltre ad avere una squadra di atletica leggera ed una di arti marziali.
- Pallacanestro
- Pallamano
- Pallavolo
- Nuoto
- Atletica leggera
- Ping Pong
- Arti Marziali

## Allenatori

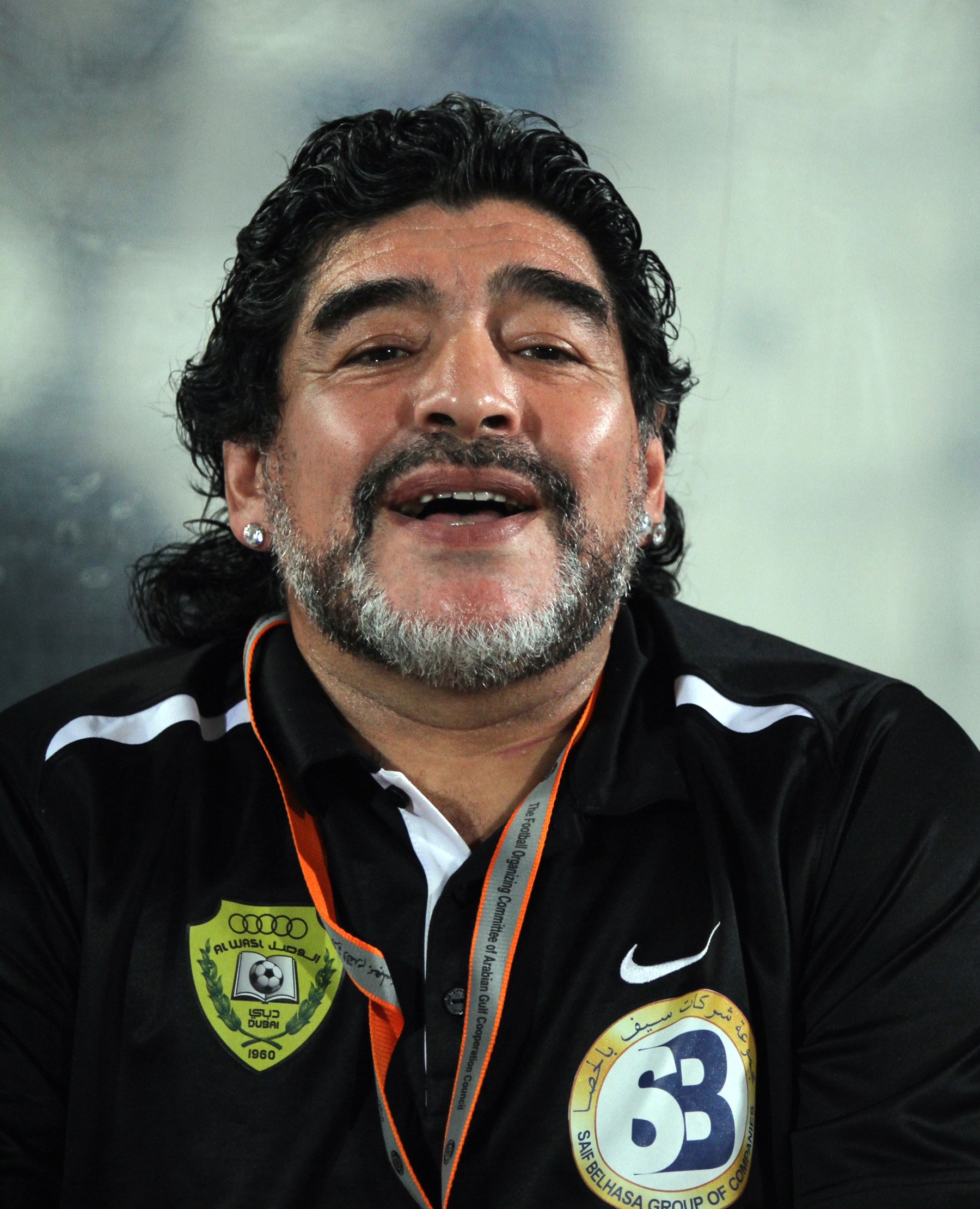
Diego Maradona, allenatore della squadra dal 2011 al 2012

| Nome                | Naz.                           | Dal            | Al            | Note   |
| ------------------- | ------------------------------ | -------------- | ------------- | ------ |
| Bakhit Salem        | Emirati Arabi Uniti (bandiera) | 1960           | 1970          |        |
| Ismail Al-Jarman    | Emirati Arabi Uniti (bandiera) | 1971           | 1971          |        |
| Zaki Osman          | Egitto (bandiera)              | 1972           | 1973          |        |
| Valinhos            | Brasile (bandiera)             | 1980           | 1981          |        |
| Joel Santana        | Brasile (bandiera)             | 1981           | 1986          |        |
| Hassan Shehata      | Egitto (bandiera)              | 1986           | 1988          |        |
| Antônio Lopes       | Brasile (bandiera)             | 1988           | 1989          |        |
| Gílson Nunes        | Brasile (bandiera)             | 1989           | 1990          |        |
| Dimitri Davidovic   | Jugoslavia (bandiera)          | 1991           | 1992          |        |
| Arthur Bernardes    | Brasile (bandiera)             | 1996           | 1998          | [ 19 ] |
| Alain Laurier       | Francia (bandiera)             | 1998           | Dicembre 1998 |        |
| Paulo Campos        | Brasile (bandiera)             | Gennaio 1999   | Maggio 1999   |        |
| Henryk Kasperczak   | Polonia (bandiera)             | Settembre 1999 | Febbraio 2000 |        |
| Alain Laurier*      | Francia (bandiera)             | Marzo 2000     | Maggio 2000   |        |
| Josef Hickersberger | Austria (bandiera)             | Giugno 2000    | Giugno 2001   |        |
| Johan Boskamp       | Paesi Bassi (bandiera)         | Luglio 2001    | 2002          |        |
| Martín Lasarte      | Uruguay (bandiera)             | 2002           | 2002          |        |
| Khalifa Al Shamsi*  | Emirati Arabi Uniti (bandiera) | 2002           | Marzo 2003    |        |
| Arthur Bernardes    | Brasile (bandiera)             | Marzo 2003     | Maggio 2004   | [ 19 ] |
| Vinko Begović       | Croazia (bandiera)             | 2004           | 2005          | [ 20 ] |

| Nome                 | Naz.                           | Dal           | Al            | Note   |
| -------------------- | ------------------------------ | ------------- | ------------- | ------ |
| Zé Mário             | Brasile (bandiera)             | 2006          | 2007          |        |
| Miroslav Beránek     | Rep. Ceca (bandiera)           | 2007          | 2008          |        |
| Alexandre Guimarães  | Costa Rica (bandiera)          | Luglio 2009   | Maggio 2010   | [ 21 ] |
| Khalifa Al Shamsi    | Emirati Arabi Uniti (bandiera) | Giugno 2010   | Giugno 2011   |        |
| Sérgio Farias        | Brasile (bandiera)             | Agosto 2010   | Aprile 2011   | [ 22 ] |
| Diego Maradona       | Argentina (bandiera)           | Maggio 2011   | Luglio 2012   | [ 23 ] |
| Bruno Metsu          | Francia (bandiera)             | Luglio 2012   | Ottobre 2012  |        |
| Guy Lacombe          | Francia (bandiera)             | Novembre 2012 | Febbraio 2013 | [ 24 ] |
| Eid Baroot           | Emirati Arabi Uniti (bandiera) | Febbraio 2013 | Maggio 2013   | [ 25 ] |
| Laurent Banide       | Francia (bandiera)             | Giugno 2013   | Ottobre 2013  | [ 26 ] |
| Héctor Cúper         | Argentina (bandiera)           | Novembre 2013 | Marzo 2014    | [ 27 ] |
| Jorginho*            | Brasile (bandiera)             | Marzo 2014    | Ottobre 2014  |        |
| Gabriel Calderón     | Argentina (bandiera)           | Ottobre 2014  | Maggio 2016   | [ 28 ] |
| Rodolfo Arruabarrena | Argentina (bandiera)           | Luglio 2016   | Giugno 2018   |        |
| Gustavo Quinteros    | Bolivia (bandiera)             | Giugno 2018   | Ottobre 2018  |        |
| Hassan Al Abdouli*   | Emirati Arabi Uniti (bandiera) | Ottobre 2018  | Dicembre 2018 |        |
| Laurențiu Reghecampf | Romania (bandiera)             | Dicembre 2018 | Ottobre 2020  | [ 29 ] |
| Salem Rabie*         | Emirati Arabi Uniti (bandiera) | Ottobre 2020  | Dicembre 2020 |        |
| Odair Hellmann       | Brasile (bandiera)             | Dicembre 2020 | Giugno 2022   | [ 30 ] |
| Juan Antonio Pizzi   | Spagna (bandiera)              | Luglio 2022   | Maggio 2023   |        |
| Miloš Milojević      | Serbia (bandiera)              | Giugno 2023   | presente      |        |

* Hanno ricoperto il ruolo di "traghettatori"

## Organico

### Rosa 2024-2025
Aggiornata al 4 febbraio 2025.
| N. |                                | Ruolo | Calciatore        |
| -- | ------------------------------ | ----- | ----------------- |
| 1  | Emirati Arabi Uniti (bandiera) | P     | Khaled Al-Senani  |
| 2  | Colombia (bandiera)            | D     | Daniel Pedrozo    |
| 3  | Emirati Arabi Uniti (bandiera) | D     | Yousif Al-Mheiri  |
| 4  | Marocco (bandiera)             | D     | Soufiane Bouftini |
| 5  | Emirati Arabi Uniti (bandiera) | C     | Ali Salmeen       |
| 6  | Mali (bandiera)                | C     | Siaka Sidibe      |
| 7  | Emirati Arabi Uniti (bandiera) | A     | Ali Saleh         |
| 9  | Costa d'Avorio (bandiera)      | A     | Adama Diallo      |
| 10 | Emirati Arabi Uniti (bandiera) | C     | Fábio Lima        |
| 11 | Emirati Arabi Uniti (bandiera) | D     | Majed Suroor      |
| 12 | Emirati Arabi Uniti (bandiera) | D     | Abdulrahman Saleh |
| 13 | Emirati Arabi Uniti (bandiera) | D     | Faris Khalil      |
| 14 | Brasile (bandiera)             | D     | Rodrigo Oliveira  |
| 15 | Corea del Sud (bandiera)       | D     | Jeong Seung-hyun  |
| 16 | Marocco (bandiera)             | P     | Anas Zniti        |
| 17 | Emirati Arabi Uniti (bandiera) | A     | Caio Canedo       |
| 18 | Siria (bandiera)               | C     | Malek Janeer      |
| 19 | Giappone (bandiera)            | D     | Takashi Uchino    |
| 20 | Argentina (bandiera)           | C     | Gerónimo Poblete  |
| 21 | Costa d'Avorio (bandiera)      | C     | Jean N'Guessan    |

| N. |                                | Ruolo | Calciatore                               |
| -- | ------------------------------ | ----- | ---------------------------------------- |
| 22 | Guinea-Bissau (bandiera)       | D     | Sana Gomes                               |
| 23 | Emirati Arabi Uniti (bandiera) | C     | Tahnoon Al-Zaabi                         |
| 25 | Colombia (bandiera)            | D     | Alexis Pérez                             |
| 28 | Emirati Arabi Uniti (bandiera) | C     | Naser Salem                              |
| 30 | Brasile (bandiera)             | A     | João Pedro                               |
| 31 | Emirati Arabi Uniti (bandiera) | C     | Nicolás Giménez                          |
| 32 | Emirati Arabi Uniti (bandiera) | P     | Mohamed Qayoudhi                         |
| 33 | Serbia (bandiera)              | D     | Srđan Mijailović                         |
| 36 | Emirati Arabi Uniti (bandiera) | C     | Mohammed Shaaban                         |
| 39 | Siria (bandiera)               | C     | Khaled Al-Hamoush                        |
| 44 | Emirati Arabi Uniti (bandiera) | D     | Salem Al-Azizi                           |
| 52 | Portogallo (bandiera)          | C     | Fernando Macedo                          |
| 53 | Emirati Arabi Uniti (bandiera) | D     | Omar Haikal                              |
| 55 | Emirati Arabi Uniti (bandiera) | P     | Abdullah Al-Moqademi                     |
| 59 | Emirati Arabi Uniti (bandiera) | A     | Atiq Esam                                |
| 63 | Iran (bandiera)                | P     | Soroush Nasrollahi Pari                  |
| 77 | Emirati Arabi Uniti (bandiera) | C     | Jonatas Santos (in prestito dall'Al-Ain) |
| 78 | Emirati Arabi Uniti (bandiera) | C     | Rabee Hassan                             |
| 88 | Emirati Arabi Uniti (bandiera) | C     | Abdulla Al-Shamsi                        |
| 89 | Emirati Arabi Uniti (bandiera) | A     | Mohammed Al-Mehairi                      |
| 90 | Nigeria (bandiera)             | A     | Isaac Success                            |
| 99 | Iran (bandiera)                | P     | Soroush Nasrollahi Pari                  |

### Staff tecnico
| Posizione            | Nome               |
| -------------------- | ------------------ |
| Direttore Sportivo   | Éric Abidal        |
| Allenatore           | Miloš Milojević    |
| Assistenti           | Nenad Đorđević     |
| Assistenti           | Imad Khalili       |
| Assistenti           | Yaqoob Iman Yameen |
| Assistenti           | Saeed Anwar        |
| Assistenti           | Alaa Tareeq        |
| Allenatore portieri  | Romulo Nunes       |
| Preparatore Atletico | Nikolaos Giagou    |
| Capo Analista        | Paul Mitchell      |